# 语源学
语源学（英語：etymology）又称词源学，旧称义源学，是一門研究字词来源的学科。
英語 etymology 源於 古希臘語：（真正意义）與 古希臘語：，接尾辭  -logia（学、学问、研究、逻辑）。

## 簡介
现在所用的语言一部分是从古语言演变而来，一部分是由几种古语言混合形成的，这些古代语言称为语源。詞源學就是通过解读一些古代文本以及比较其他种类的语言，研究一种语言的产生、变化和消亡，语源学致力于揭示词语的历史。
语源学同时也试图推想那些絕跡语言的信息，通过比较亲属语言可得出相近的母语言，被找到的词根能够追溯到其原始的语系。如：“印欧语系”。

## 原始印歐語
在17世纪，荷兰学者馬庫斯·祖依斯·凡·博克斯霍恩，就已经发现了印欧语的存在，但他的研究后来被淡忘了。
1786年，威廉·琼斯爵士在第三届孟加拉皇家亚洲学会的年度讲演会上首次提出了其关于“原始印欧语系”的假设，他发现希腊语、拉丁语、梵语和新波斯语有着相似的词源，在进一步研究后，可以推断出这些语言有着共同的词源——「原始印歐語」。此外，甚至可以借此推断出讲这种语言的原始印欧民族。
但是研究很快遇到阻碍，因为作为其研究对象原始印欧语是一种已经消失的语言，並且完全没有以口头形式或者文字图案形式保留下来。但通过比对现有的语言及文献资料，语源学家们还是有所发现，他们发现了原始印欧语系极为庞大，可以說是希腊语、羅曼語族、梵语、波斯语、日耳曼语族、凯尔特语族、斯拉夫語族、亚美尼亚语、阿尔巴尼亚语、赫梯語，以及吐火罗语的母體。
例如：
| 詞形 | 原始印欧语：owi-s  | 原始印欧语：owi-s | 原始印欧语：owi-s |
| 詞義 | 羊                 | 羊                | 羊                |
| ---- | ------------------ | ----------------- | ----------------- |
| 词形 | 梵语：avih         | 拉丁语：ovis      | 希腊语：ois       |
| 词义 | 羊                 | 羊                | 羊                |
| 词形 | 亚美尼亚语：hov-iw | 古高德语：ouwi    | 英语：ewe         |
| 词义 | 牧人               | 母羊              | 母羊              |

原始印欧语 —— *owi-s，是一种假设的语言。其中“*”表示该词系一重构的术语，仍无法以文字加以证明。而在衍生变化过程中，由原始印欧语 —— *owi-s ，派生出来的各语系都有所改变。
如：亚美尼亚语中，原来的 “owi-s” 发展成为一个具有复合词义的词，即“hov-iw” 轉變為 “牧羊人”的意思；而在高地日耳曼语中，詞語意思的范围发生了变化，从泛指羊轉變為特指的羊類（母羊），即上表所示。

## 著名语源学家列表
- 约瑟夫·文德里耶
- 尤利乌斯·伯克尼（英语：Julius Pokorny）
- 吕狄格尔·施密特（英语：Rüdiger Schmitt）
- 威廉·库珀斯（英语：Wilhelm Koppers）
- 格雷斯·斯图尔特文·霍普金斯（Grace Sturtevant Hopkins）